# Aedes dissimilis
Aedes dissimilis är en tvåvingeart som först beskrevs av George Frederick Leicester 1908.  Aedes dissimilis ingår i släktet Aedes och familjen stickmyggor. Inga underarter finns listade i Catalogue of Life.